# Voloder (Bosanska Krupa)
Voloder falu Bosznia-Hercegovinában, a Bosznia-hercegovinai Föderáció Una-Szanai kantonjában, Bosanska Krupa községben.

## Fekvése
Bosznia-Hercegovina északnyugati részén, Bihácstól légvonalban 30, közúton 48 km-re északkeletre, Bosanska Krupa központjától légvonalban 10, közúton 13 km-re északkeletre, az Una völgyében, a folyó bal partján fekszik.

## Népessége
| Nemzetiségi csoport | Népesség 1991 | Népesség 2013 |
| ------------------- | ------------- | ------------- |
| Szerb               | 6             | 1             |
| Bosnyák             | 1039          | 1088          |
| Horvát              | 4             | 0             |
| Jugoszláv           | 0             | 0             |
| Egyéb               | 11            | 25            |
| Összesen            | 1060          | 1114          |

## Története
A helyi hagyomány szerint az itteni mecset telkét 1895-ben a Memišević család adományozta, majd egy év múlva elköltöztek Törökországba. A régi mecsetet 1900 körül építették. A mai mecset 1966-ban épült a régi famecset helyén, amelyet addig használtak. A boszniai háború idején a mecset és a minaret többször szenvedett károkat, melyeket főként gyalogsági fegyverek okoztak. A minaret annyira megsérült, hogy a felső felét le kellett bontani, mert nem lehetett kijavítani. A mecset teherhordó pillérei megrogytak, az összes üveg betört, és ablakok, ajtók, szószék és a bútorok megsemmisültek. Hasonló sorsra jutott az imám háza is, mely közvetlenül a mecset mellett található. Az ellenségeskedés megszűnése után megkezdődött az újjáépítés. A felújított mecset megnyitója 1997. szeptember 20-án volt.

## Nevezetességei
A falu mecsete 1966-ban épült, a boszniai háború után megújították.